# Starflight
Starflight, scritto anche Star Flight su alcune copertine europee, è un videogioco d'avventura e simulazione spaziale sviluppato da Binary Systems e pubblicato da Electronic Arts nel 1986 per MS-DOS e nel 1989-1990 per i computer Amiga, Atari ST, Commodore 64 e Mac OS. Nel 1991 venne convertito da BlueSky Software per la console Sega Mega Drive. 
Il gioco consiste nell'esplorazione in astronave di una galassia con centinaia di pianeti sui quali atterrare e varie specie di extraterrestri con cui interagire.
Nel 1989 è uscito un seguito dal titolo Starflight 2: Trade Routes of the Cloud Nebula. I due giochi emulati in versione DOS sono stati pubblicati insieme su GOG.com in una raccolta intitolata Starflight 1+2 per Windows e Macintosh nel 2011-2012. Sono stati poi pubblicati separatamente anche su Origin.

## Trama
Il gioco si svolge in un ammasso di stelle abitato da varie specie senzienti. Sul pianeta Arth vivono gli umani, pacificamente mescolati con altre tre specie. La premessa, raccontata nel manuale, è che su Arth sono state scoperte le rovine sotterranee degli antichi colonizzatori del pianeta. Sembra che provenissero dal pianeta Terra e che avessero fondato un Antico Impero interstellare, poi crollato, forse a causa di cataclismi e di una grande guerra contro alieni. Dalle rovine si è scoperta anche la possibilità di viaggiare a velocità superluminale grazie a un minerale chiamato Endurio. Un'organizzazione non governativa chiamata Interstel invia le prime spedizioni per esplorare il cosmo con astronavi equipaggiate con tale tecnologia. Il giocatore prende il comando di una di queste astronavi, avendo a disposizione poche informazioni riportate da spedizioni precedenti.
Il gioco inizia nell'anno 4620 sulla stazione orbitale di Arth. L'astronave deve esplorare lo spazio in cerca di conoscenza e anche di ricchezze per autofinanziarsi. Raccogliendo indizi da comunicazioni con alieni, reperti e antiche rovine su altri pianeti, presto si scopre che il sole di Arth e molte altre stelle stanno diventando instabili e minacciano brillamenti catastrofici. L'obiettivo finale diventerà comprendere e fermare la causa del fenomeno. Si scopre nel frattempo che la Terra non è solo una leggenda, ritrovando le sue rovine. Per completare l'obiettivo si dovrà scoprire e distruggere, grazie a diversi misteriosi manufatti, un "pianeta di cristallo" responsabile delle devastazioni.
Il manuale dell'edizione statunitense per Mega Drive contiene anche un racconto scritto da Robert Silverberg, Through the Time Lens, ambientato nel mondo di Starflight, ma non legato agli eventi del gioco.

## Modalità di gioco
Il giocatore può esplorare liberamente una porzione della galassia comprendente 270 sistemi planetari e un totale di 800 pianeti, uno scenario che all'epoca era molto notevole per la sua vastità. Gli obiettivi fondamentali sono raccogliere informazioni e generare guadagni materiali.
Si inizia nello spazioporto orbitale di Arth, dove si controlla un astronauta, inviandolo manualmente alle diverse porte per accedere alle varie funzionalità. Queste consistono in interfacce gestionali prevalentemente testuali. Si possiede un piccolo capitale iniziale di unità monetarie (Mu) e si spende per addestrare un equipaggio e potenziare la propria astronave. Si possono installare fino a cinque livelli di motore, corazzatura, scudi, laser, lanciamissili, oltre ad aggiungere spazio alla stiva e rifornirsi di carburante (Endurio). Nella versione Mega Drive c'è una maggiore varietà di armi e sono disponibili potenziamenti anche per il veicolo di terra.
I membri dell'equipaggio vanno reclutati da zero e assegnati a sei ruoli specifici. Ciascun personaggio ha cinque abilità potenziabili pagando l'addestramento, corrispondenti a cinque dei ruoli: scienza (per l'uso efficace dei sensori), navigazione spaziale (comprendente anche l'uso degli armamenti di bordo), ingegneria (per le riparazioni), comunicazione (con gli alieni, i cui messaggi possono essere tradotti più o meno bene), medicina (per curare i feriti). Nel caso del capitano, tutte le sue abilità concorrono a rendere più forte l'astronave. La specie di ciascun personaggio, liberamente selezionabile, determina le abilità iniziali, i punti ferita e il tasso di apprendimento. Le specie disponibili sono:
- Umani, abili soprattutto nella scienza
- Velox, insettoidi resistenti e abili in ingegneria e navigazione
- Elowan, esseri fotosintetici simili a piante animate, deboli fisicamente ma ottimi nell'apprendimento, abili in comunicazione e medicina
- Thrynn, rettiloidi abili in comunicazione. A causa di un'antica inimicizia tra Thrynn e Elowan, la presenza di un personaggio di una specie rende impossibile comunicare con i nativi dell'altra
- Androidi, i più resistenti in quanto artificiali, ma con tasso di apprendimento nullo.

Quando si lascia lo spazioporto, l'interfaccia diventa costituita da una finestra grafica primaria, una finestra grafica/testuale ausiliaria, un'area menù testuale e un'area messaggi. L'astronave viaggia in uno spazio bidimensionale e quando raggiunge una stella può entrare nel suo sistema planetario, mostrato a scala più ridotta, con un numero variabile di pianeti. Ciascun pianeta raggiunto si può analizzare per conoscerne varie caratteristiche ambientali; se la gravità non è eccessiva si può atterrare in un punto a scelta della superficie, e quindi muoversi su di essa con un veicolo cingolato. Sia l'astronave sia il veicolo si pilotano direttamente con i controlli direzionali e vengono mostrati sullo scenario circostante nella finestra primaria, con scorrimento multidirezionale.
La scala dello spazio visibile cambia automaticamente a seconda se ci si trova nello spazio interstellare, dentro un sistema, o nelle vicinanze di altre astronavi (scala tattica). Si possono incontrare astronavi appartenenti ai nativi delle stesse specie non umane disponibili su Arth, o appartenenti ad altre tre specie inizialmente sconosciute. I dialoghi si effettuano tramite selezioni a scelta multipla. I combattimenti avvengono con azionamento manuale delle armi.
La superficie planetaria è irregolare e rappresentata con vari colori che indicano il tipo di terreno e l'altitudine. La scala di visualizzazione si può cambiare a mano. Vari simboli sulla superficie rappresentano giacimenti di minerali, creature, rovine e altri eventuali elementi di interesse. Per guadagnare altri Mu da spendere bisogna tornare allo spazioporto e vendere carichi di minerali, forme di vita non intelligenti catturate, manufatti ritrovati, e informazioni su pianeti scoperti che siano adatti alla futura colonizzazione.

## Sviluppo
Starflight venne sviluppato originariamente per MS-DOS da Binary Systems, un gruppo noto soltanto per aver realizzato questo gioco e il suo seguito. Binary Systems era formata da Rod McConnell, Alec Kercso, Tim C. Lee, Bob Gonsalves e Greg Johnson, dei quali solo Johnson è conosciuto per altre successive attività nel campo dei videogiochi.
La conversione per Commodore 64 è accreditata principalmente a Kercso e Johnson, mentre le conversioni per gli altri computer sono della MicroMagic Inc. e la versione Mega Drive è della BlueSky Software.
Già nel 1982 la Binary Systems contattò l'editore Electronic Arts proponendo l'idea, allora ambiziosa, di un gioco che simulasse la sensazione di esplorare l'universo. Furono necessari 15 anni-uomo per lo sviluppo della versione originale (uscita nel 1986).
Il produttore alla Electronic Arts fu Joe Ybarra, al quale Greg Johnson riconosce il merito di aver mantenuto in vita il progetto. Secondo Johnson infatti Starflight fu varie volte sul punto di essere annullato, e fu consegnato con circa un anno di ritardo.
Tutti i cinque membri della Binary Systems sono accreditati per il game design, e secondo Greg Johnson contribuirono molto, ma fu principalmente lui a occuparsi di "cosa" realizzare e gli altri a occuparsi del "come". Tutti comunque erano esordienti nel campo della creazione di giochi. Paul Reiche, allora noto per Archon e attivo per la Electronic Arts, diede consigli sulle tecniche di design a Johnson.
Starflight fu uno dei primi videogiochi a usare la generazione procedurale per creare i contenuti, in questo caso gli scenari di ciascun pianeta.
La complessa superficie di ogni pianeta è generata da un algoritmo, in tal modo il gioco con centinaia di pianeti poté stare su due floppy disk dell'epoca. La generazione delle mappe avviene con schemi frattali con apparente casualità.
Il programma fu scritto prevalentemente in linguaggio Forth. Dave Boulton, un collega di McConnell, introdusse il Forth nel progetto, e sua fu anche l'idea di usare la generazione frattale. Boulton tuttavia lasciò presto il progetto e Tim Lee lo sostituì nella programmazione.

## Accoglienza
Quando Starflight uscì nel 1986 venne accolto con recensioni entusiaste, ma secondo l'autore Greg Johnson ci volle circa un anno prima che le vendite raggiungessero cifre ragguardevoli. Nel complesso arrivò a vendere oltre 1 milione di copie, un successo notevole per l'epoca.
La rivista Computer Gaming World nel 1987 definì Starflight il miglior gioco di fantascienza esistente per computer e successivamente lo nominò videogioco d'avventura dell'anno. Secondo K, ancora nel 1990, Starflight offriva la galassia più verosimile a complessa mai fatta in un videogioco di fantascienza.
Anche le conversioni, uscite qualche anno dopo, di solito furono molto apprezzate; tuttavia, dal punto di vista grafico e sonoro il gioco era un po' limitato rispetto alle potenzialità di computer come l'Amiga.
In retrospettiva, nel 1996 Computer Gaming World dichiarò Starflight il 55° miglior gioco per computer mai pubblicato. Nel 1998 PC Gamer lo mise al 36º posto tra i migliori giochi per PC di tutti i tempi.

## Influenza

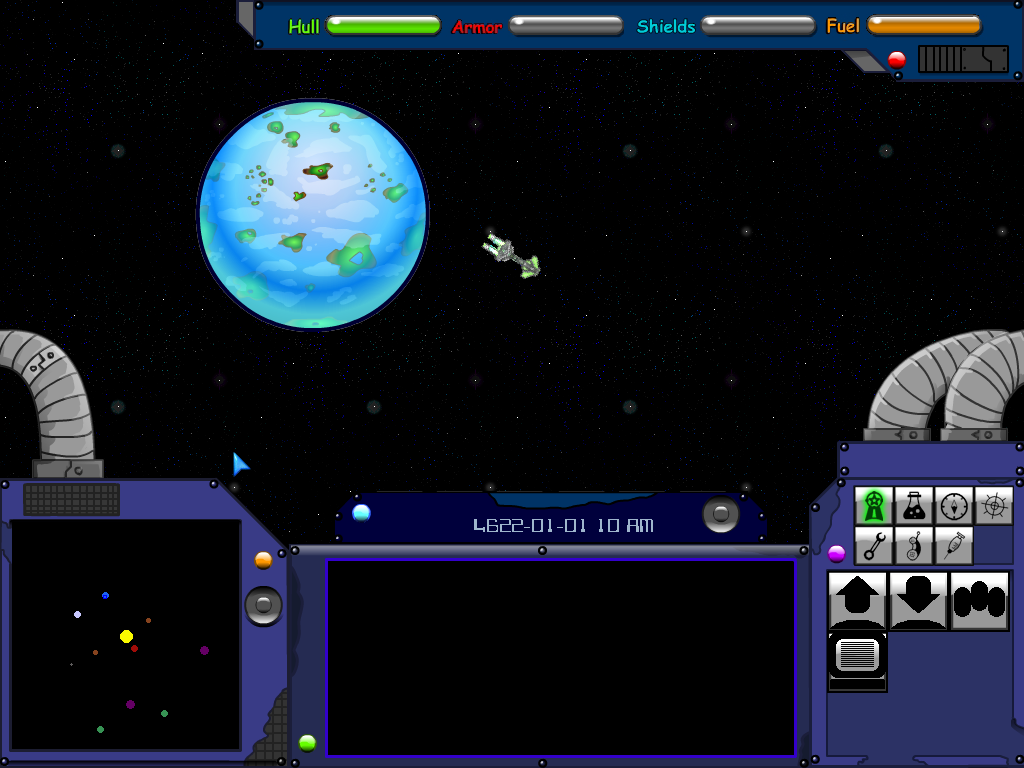
Schermata di Starflight: The Lost Colony

Paul Reiche, che aveva aiutato Greg Johnson nello sviluppo di Starflight, fu ispirato dalla sua epopea spaziale per l'idea di Star Control, al quale collaborò poi lo stesso Johnson, creando tra l'altro tre delle razze aliene del gioco. In particolare Star Control II, anch'esso creato con la collaborazione di Johnson al design, ha lo stesso stile generale di gioco di Starflight.
Casey Hudson ha dichiarato che il titolo è stato una fonte chiave di ispirazione per la serie Mass Effect.
Un seguito non ufficiale gratuito per Windows, Starflight: The Lost Colony, è stato completato nel 2012 da un gruppo amatoriale.
Un altro progetto amatoriale, Starflight III: Mysteries of the Universe, è stato in sviluppo per molto tempo, anche con la partecipazione di autori di Starflight come consulenti, ma poi venne abbandonato intorno al 2008. Nel 2018 la HumaNature Studios di Greg Johnson ha tentato di finanziare con crowdfunding un seguito ufficiale, Starflight 3: Universe, ma non è riuscita nell'intento.